# Isaria citrina
Isaria citrina är en svampart som beskrevs av Pers. 1801. Isaria citrina ingår i släktet Isaria och familjen Cordycipitaceae.   Inga underarter finns listade i Catalogue of Life.